# Rony Martínez
Rony Martínez (Olanchito, 16 de agosto de 1988), é um futebolista Hondurenho que atua como atacante. Atualmente, joga pelo Real Sociedad. Irá defender Honduras na Copa do Mundo FIFA de 2014.